# Čakanovce (okres Košice-okolí)
Čakanovce (maďarsky Csákány, Ósvacsákány) jsou obec na Slovensku v okrese Košice-okolí. Žije zde 761 obyvatel. Nadmořská výška obce je 279 metrů a rozloha katastrálního území činí 9,62 km². Obec se nachází 18 km severovýchodně od Košic.
První písemná zmínka pochází z roku 1276.
V obci se nachází kostel evangelické církve. Jedná se jednolodní stavbu s pravoúhle ukončeným presbytářem a věží z roku 1937.